# Glastonbury Festival

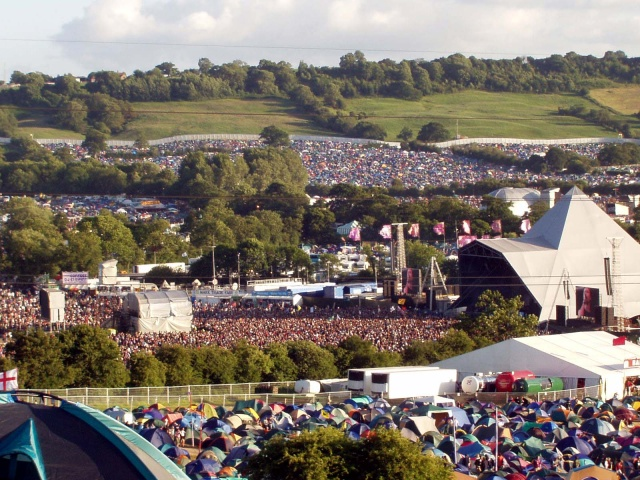
Blick über das Festivalgelände, 2003

Das Glastonbury Festival of Contemporary Performing Arts ist ein Festival für Musik und darstellende Kunst, das seit 1970 auf einem Bauernhof bei Pilton nahe der Stadt Glastonbury in Somerset im Südwesten Englands stattfindet. Es bietet Auftritte von Musikgruppen aller Bereiche der zeitgenössischen populären Musik, von Rockmusik über Folk, Weltmusik und Jazz bis hin zu Hip-Hop, Drum and Bass und anderen. Daneben gehören auch Aufführungen aus Theater, Tanz, Comedy und Zirkus zum Programm. Es findet meist am letzten Wochenende im Juni statt, dauert drei Tage und entwickelte sich zu einem der weltweit größten Open-Air-Musikfestivals mit 2019 rund 203.000 Besuchern.

## Geschichte

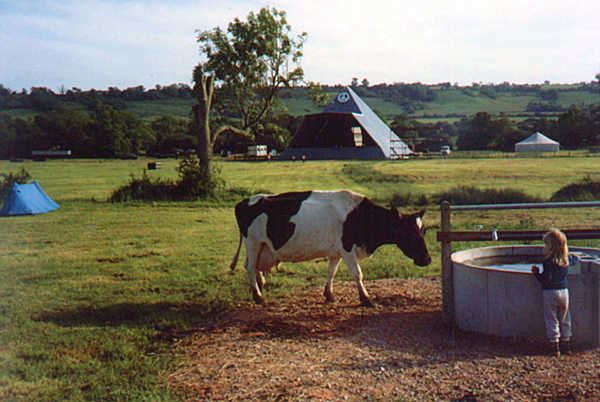
Das Gelände kurz vor Beginn des Festivals 1983

Die Ursprünge des Festivals liegen in der Hippie-Ära und sind beeinflusst von deren Ethik. Bis heute zeigen sich Überbleibsel davon wie die Green Futures/Healing Fields-Abschnitte auf dem Festivalgelände oder sein Ruf als Stätte des exzessiven Drogenkonsums. Auf dem Gelände liegt auch ein Megalith-Kreis, allerdings wurde dieser extra für das Festival errichtet, hat also keinen historischen Ursprung.
Das erste Festival auf der Worthy Farm des Milchbauern Michael Eavis in der Nähe des Dorfs Pilton fand am 19. September 1970 als Pilton Pop, Blues & Folk Festival statt. Rund 1500 Zuschauer sahen Auftritte von Marc Bolan, Keith Christmas, Stackridge, Al Stewart und Quintessence, im Eintrittspreis von einem Pfund war kostenlose Milch der Farm inbegriffen. Bereits im folgenden Juni fand im Zusammenhang mit der Sommersonnenwende ein zweites Festival, Glastonbury Fayre genannt, statt – organisiert von Andrew Kerr (1933–2014) und Arabella Churchill traten bei freiem Eintritt Hawkwind, Traffic, Melanie, David Bowie, Joan Baez, Fairport Convention und Quintessence auf.
Nachdem 1978 ein kleines spontanes Festival stattgefunden hatte, organisierten Bill Harkin und Arabella Churchill 1979 anlässlich des Internationalen Jahrs des Kindes das nächste Glastonbury Fayre – das dreitägige Festival unter anderem mit Peter Gabriel, Steve Hillage und der Alex Harvey Band wurde allerdings finanziell zu einem Verlust.
In der Folge entstand das Konzept der Veranstaltung, die seit 1981 Glastonbury Festival heißt, von Michael Eavis organisiert wird und (mit wenigen Ausnahmen) jährlich stattfindet.
Michael Eavis leitet bis heute über sein Unternehmen Glastonbury Festivals Ltd (seit 1981) das Festival, und er legt weiterhin große Teile des Programms fest. In einigen Bereichen und Bühnen hat er die Leitung abgegeben, so wird etwa The Left Field von einigen gewerkschaftsnahen Vereinen organisiert und ein anderes Feld wird von Greenpeace betrieben. Seit 2002 wird die Organisation mit der Veranstalterfirma Festival Republic (damals Mean Fiddler Music Group) geteilt – der Vertrag wird jeweils für fünf Jahre geschlossen, und Eavis erklärte, dass danach jeweils ein Jahr pausiert wird. Eavis spendet alle Gewinne für wohltätige Zwecke, mit der Kooperation seit 2002 entsprechend seinem Anteil von 60 % an den Gesamtgewinnen. Durch eine Vielzahl von Freiwilligen bleiben die Kosten des Festivals gering, jedoch werden eine Reihe von Ständen und die technische Infrastruktur von entsprechend ausgerichteten Firmen bereitgestellt. Eavis erhielt für seinen jahrzehntelangen Einsatz breite Anerkennung, unter anderem mit Ehrendoktorwürden der University of Bath und der University of Bristol, sowie einer Komtur (CBE) des königlich britischen Ritterordens.
In den Jahren 2012 und 2018 fand das Festival nicht statt, um dem Ackerland eine Erholungsphase zu verschaffen. 2020 und 2021 wurde das Festival aufgrund der COVID-19-Pandemie abgesagt. Als Ersatz wurde 2021 in der Nacht vom 22. zum 23. Mai ein mehrstündiges Musikprogramm Live at Worthy Farm als Livestream im Internet ausgestrahlt.

## Das musikalische Spektrum

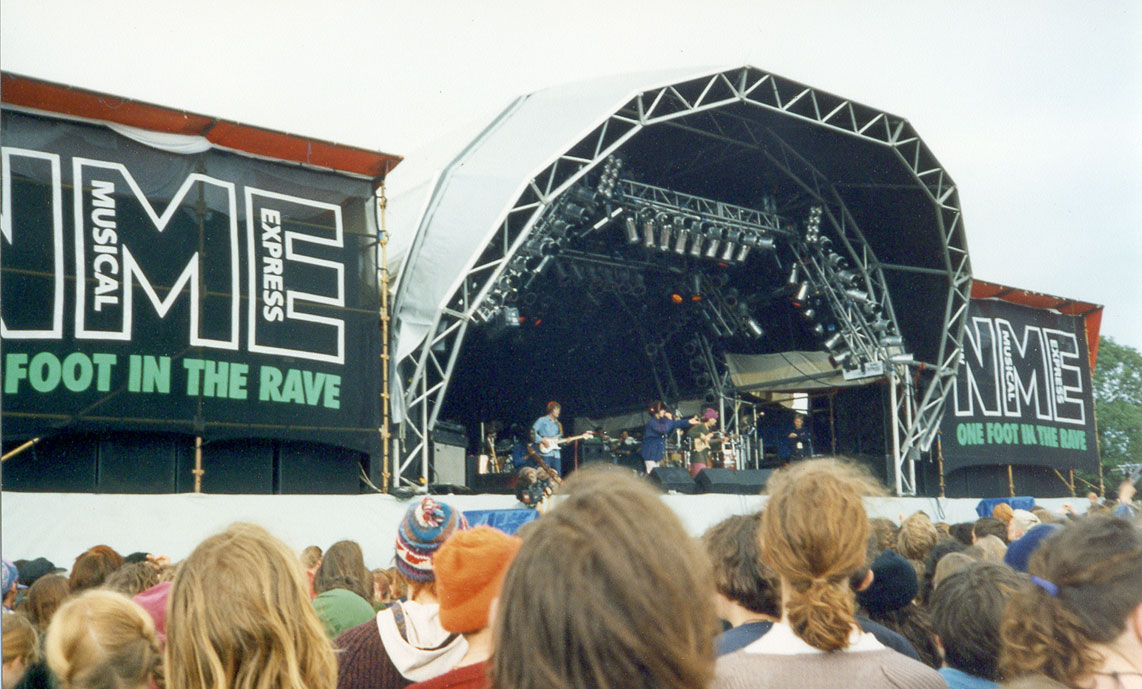
Jamiroquai, 1993

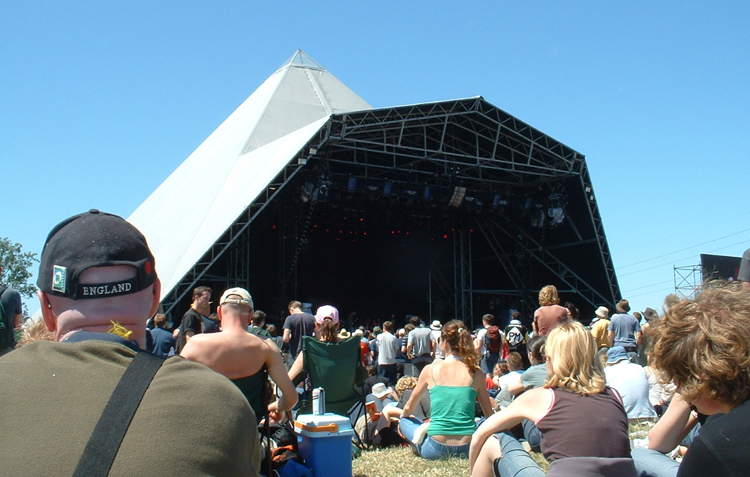
Pyramid Stage, 2004

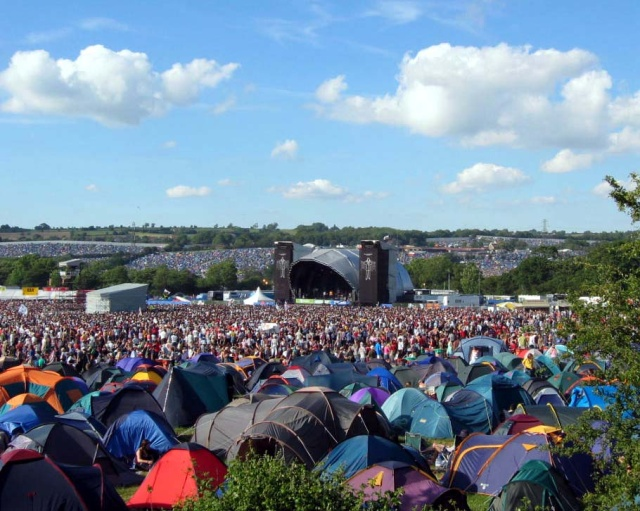
Other Stage, 2004

Das Glastonbury Festival ist eines der größten und bekanntesten Rockfestivals in Europa. Mitunter wird es auch als „englisches Woodstock“ bezeichnet. Anders als viele andere Festivals, die entweder auf eine bestimmte Musikrichtung ausgerichtet sind oder lediglich möglichst bekannte Acts präsentieren, ist das musikalische Spektrum des Glastonbury Festivals sehr vielseitig. Neben seit längerem bekannten Stars wie zum Beispiel Johnny Cash, Led Zeppelin, Neil Diamond, Paul McCartney (Juni 2004), Prince, Robbie Williams, Shakira, Suzanne Vega, T. Rex und The Kinks oder jüngeren Rock-Acts wie Travis, Lady Gaga, Coldplay, Muse, Oasis und New Order präsentierte das Festival im Lauf der 1990er- und 2000er-Jahre auch eine Reihe Alternative-Acts und Newcomer wie zum Beispiel Jamiroquai, die deutsche Worldmusic-Truppe Dissidenten, die Alternative-Country- und Folk-Musikerinnen Michelle Shocked und Angie Palmer, PJ Harvey oder Nightmares on Wax. Im Jahr 2003 spielten beispielsweise die Manic Street Preachers, Dave Gahan (Depeche Mode), die Sugababes, die Asian Dub Foundation, Pendulum, Radiohead, The Flaming Lips, Los Lobos, Primal Scream, The Skatalites und dutzende weitere Bands in knapp zehn verschiedenen Zelten.
Seit 2007 gibt es die BBC Introducing Stage, auf der junge oder noch nicht unter Vertrag stehende Bands einer breiteren Öffentlichkeit vorgestellt werden, wie etwa Gabby Young & The Other Animals, The Ting Tings, The Brute Chorus, Two Door Cinema Club sowie Jake Bugg, der beim darauffolgenden Festival bereits auf der Hauptbühne auftrat.

## Begleitumstände

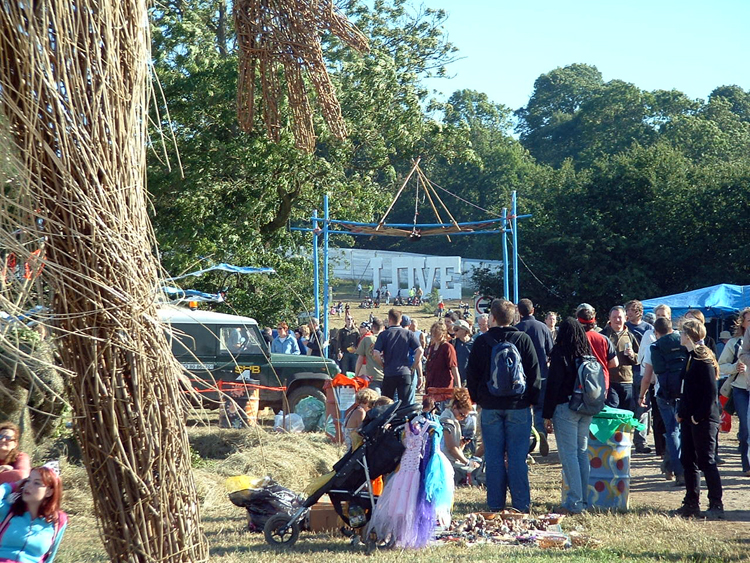
King’s Meadow

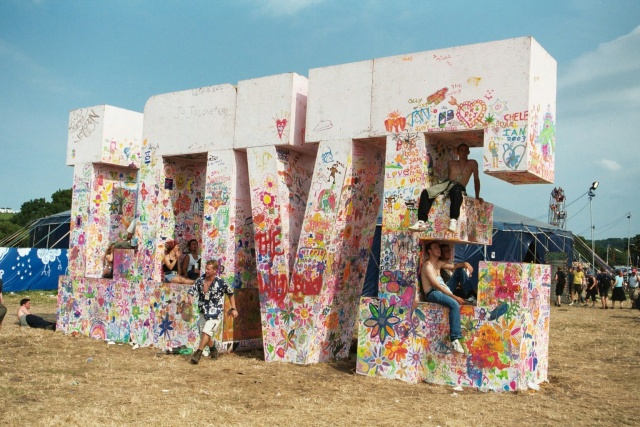
LOVE

Aufgrund seines Bekanntheitsgrades sorgen immer wieder auch die Umstände des Festivals für Aufmerksamkeit. Während der 1990er war die Veranstaltung berüchtigt für massive Überfüllung und Kriminalität. Die Praxis, sich ohne Karte Eintritt zu verschaffen, hatte sich etabliert und sorgte für massive Probleme. 2002 fand die Wiedereröffnung mit einem erheblich verstärkten Außenzaun statt, 2003 schließlich hatte das Publikum akzeptiert, dass es kaum mehr möglich war, umsonst auf das Gelände zu kommen. Die Karten waren innerhalb von 20 Stunden nach Eröffnung des Vorverkaufs ausverkauft. 2004 schließlich war es wieder innerhalb von 24 Stunden ausverkauft, unter heftigen Beschwerden von potenziellen Besuchern, die in dieser Zeit weder eine Internet-Verbindung herstellen noch eine der Telefonzentralen erreichen konnten. Die Internetverbindung hatte zwei Millionen Aufrufe in den ersten fünf Minuten nach der Aufschaltung; auf den Telefonleitungen waren in diesen 24 Stunden im Schnitt 2.500 Anrufe pro Minute. Zahlen, mit denen die Organisation offensichtlich überfordert war. Für 2005 wurden 150.000 Besucher erwartet. Aufgrund starker Regenfälle stand zu Beginn des Festivals jedoch ein Großteil der aufgebauten Zelte knietief unter Wasser, die ersten Auftritte mussten verschoben werden. 2005 wurde auch die John-Peel-Bühne eingeweiht. Der im Vorjahr verstorbene prominente DJ (BBC Radio 1) war regelmäßiger Präsentator auf dem Festival.
2008 geriet das Festival in die Kritik, als Michael Eavis im britischen Boulevardblatt The Sun verkündete, dass David Gilmour das Angebot machte, auf dem Festival zu spielen. Doch Eavis lehnte mit der Begründung ab, Gilmour sei zu alt für das junge Publikum.
Durch das verbreitete Wildpinkeln gelangen erhebliche Mengen an konsumierten illegalen Drogen  in den Whitelake River auf dem Festivalgelände, was negative Folgen u. a. für den gefährdeten Europäischen Aal hat.